# 鸿快群岛
鸿快群岛是越南金瓯省的一个群岛。鸿快群岛面积约4平方公里，主岛是鸿快岛，岛顶海拔318米。其他島嶼還有鸿星岛 , 鸿鹅岛 , 玳瑁岛 , 梨石岛。